# レスリー・ジョーンズ (コメディエンヌ)
レスリー・ジョーンズ（Leslie Jones, 1967年9月7日 - ）は、アメリカ合衆国の女優、コメディエンヌ。

## 来歴
1967年、テネシー州・メンフィスに生まれる。アメリカ陸軍に所属していた父親がラジオ局でのエンジニアとしての仕事を得たため、一家はロサンゼルスへ移住した。高校時代からバスケットボールの才能を発揮し、奨学金を得てチャップマン大学へ進学。その後、コロラド州立大学へ編入学している。大学在学中から持ち前のコメディセンスを活かして、スタンダップコメディ活動を開始。ちなみに学内で開催されたコメディアン・コンテストでは1位に輝いた。
ロサンゼルスのコメディ・ステージで本格的なコメディエンヌとしての活動を開始させ、ニューヨークでも2年間経験を積んで再びロサンゼルスに戻ったが、なかなか芽が出ない日々が続いたため、活動を3年間休止させた時期もあった。しかし2010年から活動を再開。2013年にバラエティ番組『サタデー・ナイト・ライブ』の黒人女性枠のオーディションを受け、持ち前の才能が買われてキャストとしてではなく脚本家として採用された。翌年には準レギュラーキャストに昇格。ほとんどのキャストが若い頃にデビューしている同番組においては、当時年齢が47歳でレギュラーデビューしたのは稀な例でもあった。同番組出演での人気も相まって2016年にはSFコメディ映画のリブート版『ゴーストバスターズ』のメインキャストに抜擢されるなど、女優としても活動の場を広げている。

## 出演作品

### 映画
- 裸の銃を持つ逃亡者 Wrongfully Accused (1998)
- Mermaid (2000) ※テレビ映画
- ナショナル・セキュリティ National Security (2003)
- オトコのキモチ♂ A Guy Thing (2003)
- Gangsta Rap: The Glockumentary (2007)
- Something Like a Business (2010)
- Lottery Ticket (2010)
- ランナウェイ/逃亡者 The Company We Keep (2010)
- House Arrest (2012)
- トップ・ファイブ Top Five (2014)
- エイミー、エイミー、エイミー! こじらせシングルライフの抜け出し方 Trainwreck (2015)
- ゴーストバスターズ Ghostbusters (2016)
- SING/シング Sing (2016) ※声の出演
- Masterminds (2016)
- アングリーバード2 The Angry Birds Movie 2 (2019) ※声の出演
- 星の王子 ニューヨークへ行く2 Coming 2 America (2021)

### テレビドラマ
- ガールフレンズ Girlfriends (2004)
- Daddy Knows Best (2012)
- Sullivan & Son (2013)
- Workaholics (2014)
- The Awesomes (2015)
- THE BLACKLIST/ブラックリスト The Blacklist (2016)
- さらば! 2020年 Death to 2020 (2020)

### テレビ番組
- サタデー・ナイト・ライブ Saturday Night Live (2014 - 2016)